# Stefan Rychalski
Stefan Rychalski (ur. 1891 w Uszomieszenicach koło Żytomierza, zm. wiosną 1940 w Katyniu) – podpułkownik piechoty Wojska Polskiego, ofiara zbrodni katyńskiej.

## Życiorys
Syn Władysława i Agnieszki z Ostrowskich.
Podczas I wojny światowej 1914–1918 służył w szeregach III Korpusu Polskiego w Rosji. Po odzyskaniu przez Polskę niepodległości został przyjęty do Wojska Polskiego w 1918. Brał udział w wojnie polsko-ukraińskiej i wojnie polsko-bolszewickiej w stopniu porucznika w szeregach 2 pułku strzelców podhalańskich, a za swoje czyny wojenne otrzymał Order Virtuti Militari. 
1 czerwca 1921 roku pełnił służbę w 72 pułku piechoty. 3 maja 1922 roku został zweryfikowany w stopniu majora ze starszeństwem z dniem 1 czerwca 1919 roku i 526. lokatą w korpusie oficerów piechoty, a jego oddziałem macierzystym był nadal 72 pułk piechoty. 10 lipca 1922 roku został zatwierdzony na stanowisku dowódcy batalionu w 43 pułku piechoty w Dubnie. Od 1923 roku pełnił służbę w 12 pułku piechoty w Wadowicach na stanowisku dowódcy I batalionu. 26 stycznia 1928 roku awansował na podpułkownika ze starszeństwem z dniem 1 stycznia 1928 roku i 73. lokatą w korpusie oficerów piechoty. 26 kwietnia 1928 roku został przesunięty ze stanowiska dowódcy I batalionu na stanowisko kwatermistrza. 12 marca 1929 roku został przeniesiony macierzyście do kadry oficerów piechoty z równoczesnym przeniesieniem służbowym do Powiatowej Komendy Uzupełnień Łask na stanowisko pełniącego obowiązki komendanta. 23 marca 1932 roku został zatwierdzony na stanowisku komendanta PKU Łask. Obowiązki na tym stanowisku wykonywał do wybuchu II wojny światowej. W międzyczasie (1938 rok) zajmowane przez niego stanowisko otrzymało nazwę „komendant rejonu uzupełnień”, a dowodzona przez niego jednostka została przemianowana na Komendę Rejonu Uzupełnień Łask.
W czasie kampanii wrześniowej 1939 roku dostał się do niewoli radzieckiej. Przebywał w obozie w Kozielsku. Wiosną 1940 został przetransportowany do Katynia i rozstrzelany przez funkcjonariuszy Obwodowego Zarządu NKWD w Smoleńsku oraz pracowników NKWD przybyłych z Moskwy na mocy decyzji Biura Politycznego KC WKP(b) z 5 marca 1940 i tam pogrzebany. 28 lipca 2000 nastąpiło oficjalne otwarcie w tym miejscu Polskiego Cmentarza Wojennego w Katyniu. W 1943 jego ciało zostało zidentyfikowano podczas ekshumacji prowadzonych przez Niemców (znaleziono przy nim adresy: Nowolipie 33-34 w Warszawie i Pułaskiego 75 w Sulejówku oraz listę 27 nazwisk oficerów, przebywających wcześniej w obozie przejściowym w Putywlu).
Stefan Rychalski był żonaty, miał córkę Marię.
5 października 2007 minister obrony narodowej Aleksander Szczygło – decyzją nr 439/MON – mianował go pośmiertnie na stopień pułkownika. Awans został ogłoszony 9 listopada 2007 w Warszawie, w trakcie uroczystości „Katyń Pamiętamy – Uczcijmy Pamięć Bohaterów”.

## Upamiętnienie
W ramach akcji „Katyń... pamiętamy” / „Katyń... Ocalić od zapomnienia”, w 2008 został zasadzony Dąb Pamięci honorujący Stefana Rychalskiego: przy Zespole Szkół w Józefowie.

## Ordery i odznaczenia
- Krzyż Srebrny Orderu Virtuti Militari
- Złoty Krzyż Zasługi – 10 listopada 1938 „za zasługi w służbie wojskowej”[28]
- Krzyż Walecznych – dwukrotnie
- Medal Międzysojuszniczy „Médaille Interalliée”
- Odznaka za Rany i Kontuzje[29]